# اچ‌ام‌اس سویفت‌سور (۱۷۸۷)
اچ‌ام‌اس سویفت‌سور (۱۷۸۷) (به انگلیسی: HMS Swiftsure (1787)) یک کشتی است که طول آن ۱۶۸ فوت ۶ اینچ (۵۱٫۳۶ متر) می‌باشد. این کشتی در سال ۱۷۸۷ ساخته شد.